# ویویان چرویوت
ویویان چرویوت (انگلیسی: Vivian Cheruiyot؛ زادهٔ ۱۱ سپتامبر ۱۹۸۳) یک دونده دو استقامت اهل کنیا است. از افتخارات وی میتوان به کسب مدال نقره دو ۵۰۰۰ متر در بازی‌های المپیک تابستانی ۲۰۱۲ و دو ۱۰۰۰۰ متر در بازی‌های المپیک تابستانی ۲۰۱۶ اشاره کرد.